# Faccio un salto all'Avana
Faccio un salto all'Avana è un film del 2011 diretto da Dario Baldi, con protagonisti Enrico Brignano e Francesco Pannofino. L'uscita del film in Italia è avvenuta il 22 aprile 2011.

## Trama
Fedele e Vittorio Diotallevi sono due fratelli di Roma, dalla personalità completamente diversa. Sposati con Annaclara e Laura, figlie di un ricco imprenditore, il commendator Siniscalco.  Fedele è rispettoso, mite e dedito alla famiglia e ai propri doveri; al contrario Vittorio è una testa calda padre di due gemelline, Ondina e Delfina, che spesso tradisce la moglie e se ne approfitta degli altri. Un giorno però l'automobile di Vittorio viene rinvenuta sul fondo di un lago e l'uomo viene ritenuto morto, fino al giorno in cui, sei anni dopo, non si scopre che Vittorio vive a L'Avana.
Nel tentativo di riportare a casa Vittorio, facendo leva sui suoi sentimenti familiari, Fedele si reca a Cuba, dove scopre che il fratello è conosciuto col nome di El Tiburon ed è famoso per organizzare piccole truffe nei confronti dei turisti insieme alla sua compagna Almadedios. Fedele finirà per rimanere egli stesso affascinato dall'atmosfera cubana, e, con la complicità dell'amore ricambiato per la bella Almadedios, deciderà di stabilirsi a Cuba per realizzare il suo sogno, ormai dimenticato, di diventare un cantante latino-melodico.
Tuttavia Almadedios viene arrestata per truffa ai danni di un francese, che voleva ricattare per soldi grazie alle foto compromettenti realizzate da Vittorio. Intanto il commendator Siniscalco ha mandato un avvocato alla ricerca di Vittorio, che lo informa che il suocero non lo vuole più vedere e che dovrà allontanarsi da Cuba e dall'Italia o sarà arrestato. Vittorio è quindi costretto a trasferirsi a Ginevra, ma prima della partenza saluta Fedele, che decide di restare a Cuba con l'amata Almadedios, nel frattempo rimessa in libertà, e riesce ad avere i figli che con la moglie non era mai riuscito ad avere.